# Pearl Bryan

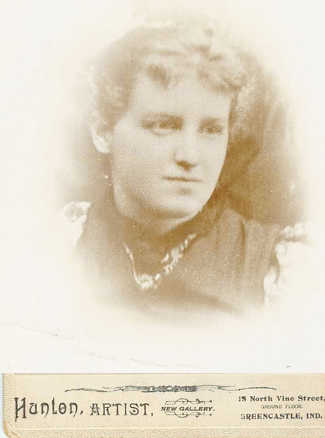
Pearl Bryan, víctima de un asesinato en 1896

El asesinato de Pearl Bryan, una joven de 22 años y embarazada, tuvo lugar en Fort Thomas, Kentucky, en 1896. Dada su horripilante naturaleza, el hecho alcanzó notoriedad en su momento.

## De fondo
Pearl Bryan era la menor de los doce hijos de un agricultor respetable, se graduó en el instituto local y al momento de su asesinato trabajaba como maestra en la escuela dominical. Bryan había dejado su casa en Greencastle el 28 de enero de 1896, diciendo a sus padres que iba a visitar a una amiga en Indianapolis.

## Condenas
El cuerpo de Bryan fue encontrado sin cabeza justo detrás de lo que es hoy la Asociación Cristiana de Jóvenes en Fort Thomas, Kentucky el 1 de febrero de 1896 por un peón agrícola de 17 años. Según el informe del forense, tenía heridas en la espalda y manos, fue decapitada estando viva y estaba embarazada de cinco meses. Fue identificada por la etiqueta de sus zapatos hechos a medida en Greencastle. Scott Jackson, un estudiante de odontología en la Facultad de Cirugía Dental de Ohio, fue prontamente detenido por el crimen, y luego implicó a su compañero de estudios y de cuarto, Alonzo Walling. Durante el juicio, se reveló que Bryan había comenzado un romance secreto con Jackson meses atrás. El viaje en realidad era para someterse a un aborto organizado clandestinamente por Jackson. Pero el 31 de enero de 1896, Jackson y Walling deslizaron cocaína en la bebida de Bryan mientras se reunían en un bar cerca de Cincinnati, Ohio y procedieron a asesinarla esa noche. Un análisis del estómago de Bryan descubrió en efecto restos de cocaína en el órgano al momento de la muerte. A la pregunta sobre la ubicación de la cabeza, ambos acusados dieron diversas respuestas, y aunque varios canales y arroyos fueron drenados, nunca se encontró. Cuando fue entrevistado en 1937, el exdetective de la policía Cal Crim teorizó que Jackson y Walling probablemente quemaron la cabeza en un horno de la facultad de odontología a la que asistían. Ambos hombres fueron condenados y ahorcados a principios de 1897, en lo que es ahora el Palacio de Justicia en la calle York, justo al sur del puente Taylor-Southgate, siendo los últimos ahorcamientos en Newport. El patíbulo situado detrás del Palacio de Justicia fue destruido tras la ejecución. 
El caso alcanzó popularidad a escala nacional, lo que provocó que los ciudadanos tomaran recuerdos de la escena del crimen, y compraran «mercancía» de Pearl Bryan de una tienda cerca del Palacio de Justicia de Newport. Asimismo, un informe asegura que el juicio fue «teatral». El doble ahorcamiento debió ser llevado a cabo presurosamente, debido a la amenaza de un linchamiento público por amigos y familiares de Bryan. El historiador Jim Ries afirma que, incluso durante una evasión de prisión, los dos hombres permanecieron en sus celdas por temor de ser linchados y se encontraban bien protegidos.

## En la cultura popular
En las décadas de 1910 y 1920 se crearon y popularizaron varias canciones populares en torno al asesinato. La primera en ser grabada fue la del cantante country estadounidense Vernon Dalhart en 1926. Un año después, en 1927, el cantante folk Bradley Kincaid grabó una canción titulada "Pearl Bryan" sobre el tema del asesinato. Los cantantes folk Dick Burnett y Leonard Rutherford también grabaron sus propias versiones en la misma época.
En 2001, el grupo folclórico de San Francisco The Crooked Jades grabó una canción centrada en el asesinato.